# Order Leopolda II
Order Leopolda II (fr. Ordre de Léopold II, nl. Orde van Leopold II) – trzeci w hierarchii ważności order Królestwa Belgii, przyznawany za służbę dla panującego monarchy i wyraz jego osobistej życzliwości, także za wybitne zasługi w służbie cywilnej i wojskowej oraz za długoletnią służbę. Może być nadawany obywatelom belgijskim lub cudzoziemcom.

## Historia
Order został ustanowiony przez króla Leopolda II 24 sierpnia 1900 jako odznaczenie Wolnego Państwa Konga. Po przejęciu Konga jako kolonii przez Belgię w 18 października 1908 order, po zmianach w wyglądzie insygniów, został włączony do systemu odznaczeń belgijskich wraz z innymi orderami kolonialnymi Konga Belgijskiego (po 1960 zaprzestano nadań dwóch kolonialno-kongijskich orderów Gwiazdy Afrykańskiej i Królewskiego Lwa, a pozostawiono Order Korony). Administrowany jest przez belgijskie MSZ. W praktyce jest odznaczeniem nadawanym za długoletnią służbę cywilną lub wojskową i posiadanie jego jest, alternatywnie z Orderem Korony, ostatnim stopniem przed uzyskaniem najwyższego odznaczenia belgijskiego, Orderu Leopolda (I).
Order, początkowo trzyklasowa dekoracja, od 3 maja 1903 dzieli się na sześć klas:
- klasa I – Krzyż Wielki (Grand-Croix)
- klasa II – Wielki Oficer (Grand-Officier)
- klasa III – Komandor (Commandeur)
- klasa IV – Oficer (Officier)
- klasa V – Kawaler (Chevalier)
- klasa VI – Medal (Médaille): Złoty, Srebrny lub Brązowy (d’Or, d’Argent, de Bronze).

Order nadawany jest 8 kwietnia, w rocznicę urodzin króla Alberta I i 15 listopada, w tzw. Dniu Królewskim – Koningsdag (niderl.).

## Insygnia

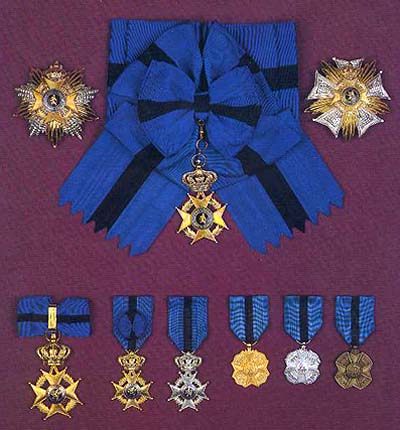
Komplet insygniów wszystkich klas Orderu Leopolda II

Insygnia orderu Leopolda II to oznaka, gwiazdy I i II klasy oraz medale.
Oznaka występuje w dwóch wersjach: tzw. kolonialnej, nadawanej do 1908, i państwowej, istniejącej od tej daty do dziś. Nieemaliowany krzyż orderowy wersji kolonialnej to srebrny krzyż maltański z kulkami na zakończeniach ramion, z wieńcem z liści palmowych między ramionami. W medalionie środkowym awersu umieszczony jest herb Wolnego Państwa Konga, otoczony napisem TRAVAIL ET PROGRÈS (PRACA I POSTĘP, dewiza Wolnego Państwa Konga), w medalionie rewersu spleciony monogram L II. Zawieszką jest srebrna korona królewska.
Gwiazda I klasy modelu kolonialnego jest srebrna, ośmiopromienna, cyzelowana na kształt brylantów, i nosi na sobie ukoronowany awers oznaki. Gwiazda II klasy to duży srebrny krzyż maltański z promieniami między ramionami, ozdobiony ukoronowanym awersem oznaki.
W 1908 zostały wprowadzone znaczne zmiany w wyglądzie insygniów. Nadal nieemaliowane krzyże orderowe były od tej pory złote, w medalionie środkowym awersu umieszczono herb Belgii, złotego lwa w czarnym polu, otoczonego do 1951 francuskim napisem L’UNION FAIT LA FORCE (W JEDNOŚCI SIŁA, dewiza państwa belgijskiego), od 1951 dodatkowym napisem o tej samej treści w języku niderlandzkim EENDRACHT MAAKT MACHT, medalion rewersu pozostał bez zmian. Gwiazda I klasy opatrzona została promieniami na przemian złotymi i srebrnymi, natomiast duży krzyż maltański gwiazdy II klasy położono ukośnie w stylu szwedzkiego orderu Miecza. Obie gwiazdy noszą na sobie obowiązujący od 1908 awers oznaki.
Przemianie podległy również medale: wtopiony w krąg medalu awers oznaki przybrał swój nowy kształt z 1908.
Order noszony jest na niebieskiej wstędze z pojedynczym czarnym paskiem w środku. Nadania w czasie wojny oznaczane były skrzyżowanymi mieczami na wstążce orderowej.
Oznakami wyróżnień dekoracji wojennych powstałych w związku z obiema wojnami światowymi są nakładane na wstążki gwiazdki, palmy i okucia, a także złote paski na brzegach lub na środku wstążek.
| Baretki Orderu Leopolda II | Baretki Orderu Leopolda II | Baretki Orderu Leopolda II | Baretki Orderu Leopolda II | Baretki Orderu Leopolda II |
| -------------------------- | -------------------------- | -------------------------- | -------------------------- | -------------------------- |
| Krzyż Wielki               | Wielki Oficer              | Komandor                   | Oficer                     | Kawaler                    |
|                            | Złoty Medal                | Srebrny Medal              | Brązowy Medal              |                            |